# Kawa (miasto)
Kawa (egip. Gematon, później Akenaton) – starożytne miasto w północnym Sudanie, położone 5 km na północ od Dongoli, na wschodnim brzegu Nilu między III a IV kataraktą.
Jest jednym z największych i najważniejszych stanowisk archeologicznych w Sudanie. Miasto to istniało między XIV wiekiem p.n.e. a IV wiekiem n.e. Niewykluczone jednak, że powstało na bazie wcześniejszej osady z epoki państwa Kerma, czyli między XXV a XV wiekiem p.n.e., na co wskazują liczne zachowane zabytki ceramiczne. W XV w. p.n.e. tereny te zdobyte zostały przez faraonów z XVIII dynastii, do czego przyczynili się głównie Totmes I i Totmes III. W następnych latach i wiekach miasto było intensywnie rozbudowywane. Kontrola Egiptu nad miastem i przylegającymi terenami utrzymała się do XI wieku p.n.e.
W późniejszych wiekach Kawa stała się ważnym ośrodkiem politycznym i religijnym państwa kuszyckiego, stolicą nomu, z tego okresu pochodzi świątynia Amona zbudowana przez Taharkę w l. 684–680 p.n.e.